# Hjördis Blomgren
Hjördis Blomgren, en svensk friidrottare (längdhopp och mångkamp) som tävlade för IS Fem fram till och med år 1941 och sedan för Redbergslids IK. 